# Amor og Psyche
Amor og Psyche er en eksperimentalfilm instrueret af Søren Melson.